# Traces de toi
Singles de Alain Chamfort
Rendez-vous
(1984) La Fièvre dans le sang
(1986)
Traces de toi est une chanson interprétée par Alain Chamfort, parue sur l'album Tendres fièvres, en 1986. Écrite par Didier Golemanas et composée par Chamfort, Traces de toi est parue en single 45 tours et maxi 45 tours en mai 1986,. La face B du 45 tours, La Fièvre dans le sang sera sortie en single en novembre 1986, avec Traces de toi cette fois en face B.
Premier single de l'artiste à figurer dans le Top 50, Traces de toi entre à la 42e place à partir du 11 octobre 1986. Il y reste classé onze semaines consécutives atteignant comme meilleure place la 29e position lors de la semaine du 15 novembre 1986. Il quitte le classement la semaine du 20 décembre 1986 à la 48e place.
Le single s'est vendu à plus de 100 000 exemplaires.

## Liste des pistes
| A. | Traces de toi          | 4:23 |
| B. | La Fièvre dans le sang | 4:09 |

## Crédits
- Alain Chamfort – chant, composition, claviers, réalisation artistique
- Didier Golemanas – paroles
- Wally Badarou – mixage
- Marc Moulin – réalisation artistique
- Dan Lacksman – enregistrement
- Frédérique Veysset – photographie

Crédits adaptés des notes d'accompagnement.

## Classements
| Classement (1986)         | Meilleure place |
| ------------------------- | --------------- |
| Europe (European Hot 100) | 90              |
| France (SNEP)             | 29              |